# Arthur Darby
Arthur John Lovett Darby (Chester, Cheshire, 9 de gener de 1876 - Dartmouth, Devon, 16 de gener de 1960) va ser un jugador de rugbi anglès que va competir a cavall del segle xix i el segle xx. El 1900 va prendre part en els Jocs Olímpics de París, on guanyà la medalla de plata en la competició de rugbi, com a integrant de l'equip Moseley Wanderers RFC, que exercia d'equip nacional en aquesta competició. Abans de jugar aquest torneig va representar Anglaterra al Home Nations Championship de 1899, moment en què jugava a rugbi a l'equip Cambridge University R.U.F.C..